# Robert Young (1872-1957)
Pour les articles homonymes, voir Robert Young et Young.
Robert Young (26 janvier 1872 - 13 juillet 1957) est un syndicaliste et un homme politique du parti travailliste au Royaume-Uni.

## Biographie
Young est né à Glasgow et fréquente la Mossbank Industrial School de la ville avant de se lancer dans une carrière d'ingénieur. Il est ensuite l'un des premiers étudiants inscrits au Ruskin College, à Oxford. Après avoir obtenu son diplôme, il donne certaines des conférences extra - muros de Ruskin aux sections syndicales et aux coopératives. En 1910, il épouse Bessie Laurina Choldcroft et ils ont trois enfants.
En 1906, il devient membre du personnel permanent de l'Amalgamated Society of Engineers, devenant le secrétaire adjoint du syndicat en 1913 et son secrétaire général en 1919. Il reçoit l'Ordre de l'Empire britannique en 1917.
Lors des élections générales de 1918, il est élu député de Newton dans le Lancashire, ce qui le conduit à démissionner de son poste syndical. Il est nommé vice-président de la Chambre des communes lors du premier gouvernement travailliste de 1924. Il est reconduit au poste par le deuxième gouvernement travailliste de 1929 - 1931.
Il perd son siège aux élections générales de 1931 contre le conservateur Reginald Essenhigh, mais le retrouve aux élections générales de 1935. Au cours des quinze années suivantes, il est membre de plusieurs comités parlementaires et préside le Comité spécial sur la procédure de la Chambre des communes et le Comité permanent d'examen des projets de loi.
Young est fait chevalier en 1931 et prend sa retraite de la Chambre des communes aux élections générales de 1950.
Parmi ses activités en dehors du parlement, il est président de la Workers Temperance League.